# Pal (Jalgaon)

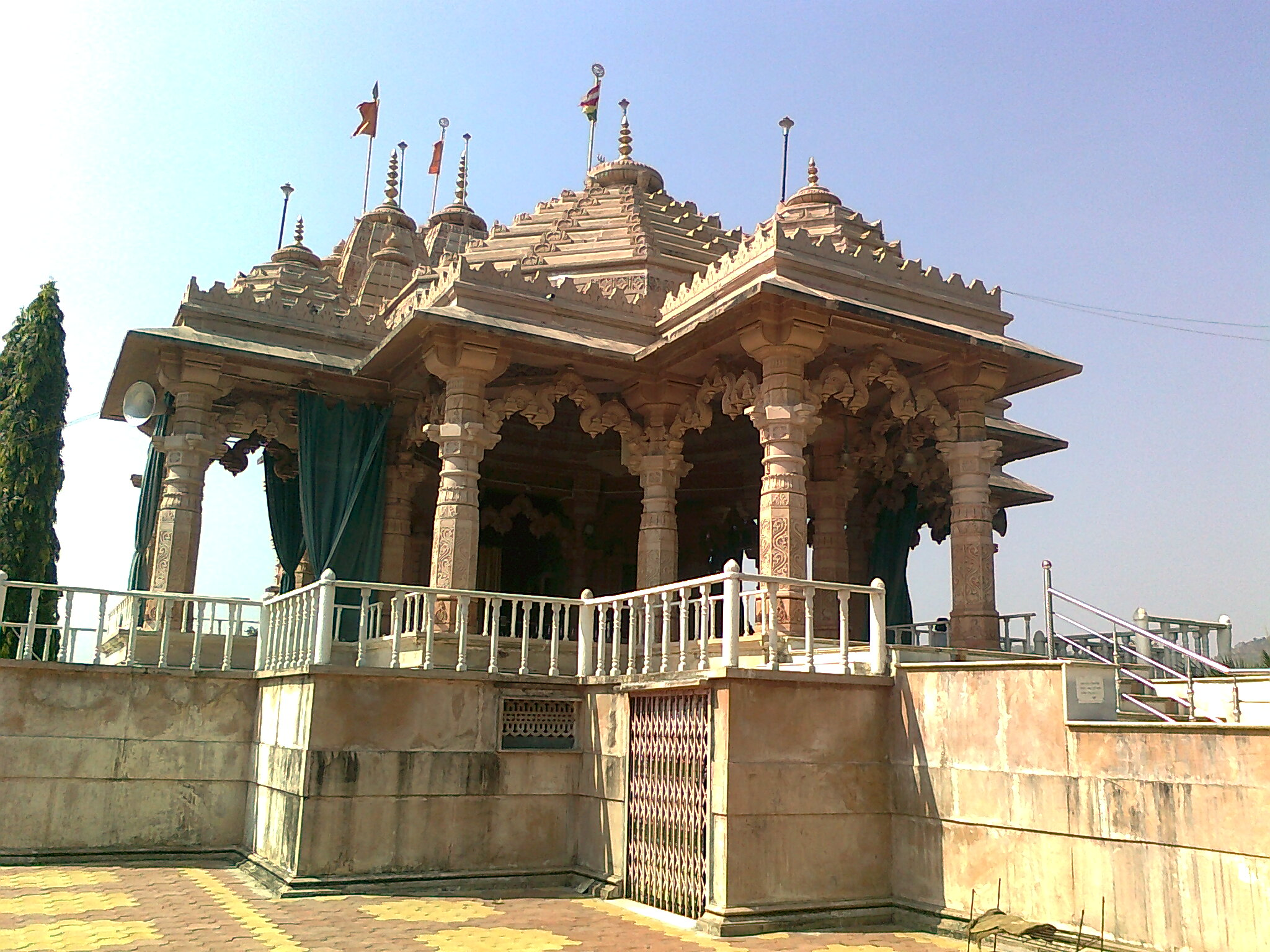
Krishna-Tempel

Pal (Marathi: पाल (जळगाव)) ist ein rund 7500 Einwohner zählender Ort in der historischen Provinz Khandesh im Süden des Satpuragebirges im Distrikt Jalgaon im Norden des indischen Bundesstaats Maharashtra nahe der Grenze zu Madhya Pradesh.

## Lage und Klima
Pal liegt – umgeben von Wäldern – am Fluss Suki, einem Nebenfluss der Tapti, in einer Höhe von ca. 400 m. Die  Distriktshauptstadt Jalgaon ist gut 70 km in südwestlicher Richtung entfernt. Das Klima ist meist trocken und warm; Regen (ca. 850 mm/Jahr) fällt überwiegend während der sommerlichen Monsunzeit.

## Geschichte
Der Ort war im 18. Jahrhundert verlassen. Die Briten förderten jedoch nach 1817 seine Wiederbesiedlung; im Jahr 1880 hatte Pal wieder ca. 600 Einwohner.

## Wirtschaft
Wesentliche Wirtschaftsfaktoren sind die Land- und Forstwirtschaft, der Handel und der innerindische Tourismus, denn Pal gilt – trotz seiner vergleichsweise geringen Höhe – als Hill Station.

## Sehenswürdigkeiten
- Der Ort selbst hat nur wenige historisch oder kulturell bedeutende Sehenswürdigkeiten.
- Sehenswert ist die Ruine einer alten Moschee (Hathi Mata).
- Im Stadtzentrum befindet sich eine neue Moschee.
- Ein neuer Krishna-Tempel erhebt sich am Ortsrand.